# Bassett (Kansas)
Bassett è un centro abitato (city) degli Stati Uniti d'America, situato nella Contea di Allen, nello Stato del Kansas. In una stima del 2006 la popolazione era di 22 abitanti.  A partire dal censimento del 2010, la popolazione era di 14. 

## Storia
L'insediamento è stato fondato nel 1906.

## Geografia fisica
Secondo i rilevamenti dell'United States Census Bureau, la località di Bassett si estende su una superficie di 0,2 km², tutti occupati da terre.

## Popolazione
Secondo il censimento del 2000, a Bassett vivevano 22 persone, ed erano presenti 7 gruppi familiari. La densità di popolazione era di 121,3 ab./km². Nel territorio comunale si trovavano 10 unità edificate. Per quanto riguarda la composizione etnica degli abitanti, il 95,45% era bianco e il 4,55% era afroamericano.
Per quanto riguarda la suddivisione della popolazione in fasce d'età, il 13,6% era al di sotto dei 18, il 22,7% fra i 18 e i 24, il 22,7% fra i 25 e i 44, il 31,8% fra i 45 e i 64, mentre infine il 9,1% era al di sopra dei 65 anni di età. L'età media della popolazione era di 34 anni. Per ogni 100 donne residenti vivevano 120,0 maschi.